# Dennenrode (landhuis)
Het landhuis Dennenrode, sinds 1968 Hiemstrastate genoemd, te Hooghalen is rond 1922 door de Rotterdamse architect Michiel Brinkman in de stijl van de Amsterdamse school gebouwd.

## Geschiedenis
In 1922 bouwde Brinkman in Spangen, Rotterdam in de Justus van Effenstraat de eerste galerijflat, waarmee hij bekendheid verwierf. De opdrachtgever voor Dennenrode was de Rotterdammer Adriaan Marinus van Dusseldorp, eigenaar van de eveneens door Brinkman ontworpen stoommeelfabriek De Maas.
De decoratieve versiering van de voorgevel van Dennenrode is kenmerkend voor de Amsterdamse school. Verder valt Dennenrode op door zijn vloeiende lijnen. Ook de balkons, de klokkentoren en de verbinding van binnen met buitenwereld zijn opvallende elementen. Van Dusseldorp was in Rotterdam directeur van meerdere meelfabrieken. Ook was hij een fervent jager in Drenthe. Reden waarom hij besloot om een 60 hectare groot landgoed aan te leggen met daarop het landhuis Dennenrode, het bijgebouw Klein Dennenrode en de boerderij Dennenhoeve. In 1947 werd Dennenrode gekocht door Bienze Hiemstra, die er met zijn drie zusters ging wonen. Na het overlijden van Hiemstra in 1968 kwam het landgoed door een testamentaire beschikking in het bezit van de Vereniging Natuurmonumenten. Als herinnering aan de schenkers werd het landhuis naar hen de Hiemstrastate genoemd. De oprijlanen zijn gehandhaafd gebleven, maar het oorspronkelijke naaldhoutbos is veelzijdiger geworden. In 1983 bood Natuurmomenten het landhuis per advertentie te huur aan. De beeldend kunstenares Maya Wildevuur en haar partner Jan Gans betrokken de Hiemstrastate en vestigden er een galerie. Na het vertrek van Maya Wildevuur in 1992 naar de Ennemaborg in Midwolde, hebben haar zoon Philip en zijn partner het beheer over de galerie in handen. De tuin van het landhuis werd ingericht als beeldentuin. Het landhuis werd in 1994 op de Rijksmonumentenlijst geplaatst.